# Lucien Konter
Lucien Konter (Beckerich, 12 agosto 1925 – Reus, 20 settembre 1990) è stato un calciatore lussemburghese, di ruolo attaccante.

## Carriera

### Club
Ha sempre giocato nel campionato lussemburghese.

### Nazionale
Ha rappresentato la Nazionale del suo paese alle Olimpiadi del 1948.